# Východní jihoslovanské jazyky
Dialekty východních jihoslovanských jazyků tvoří podskupinu jihoslovanských jazyků. Mluví se s nimi především v Bulharsku a Severní Makedonii, částečně i v oblastích v sousedních státech (viz Srbsko, Řecko,..).

## Jazyky a dialekty

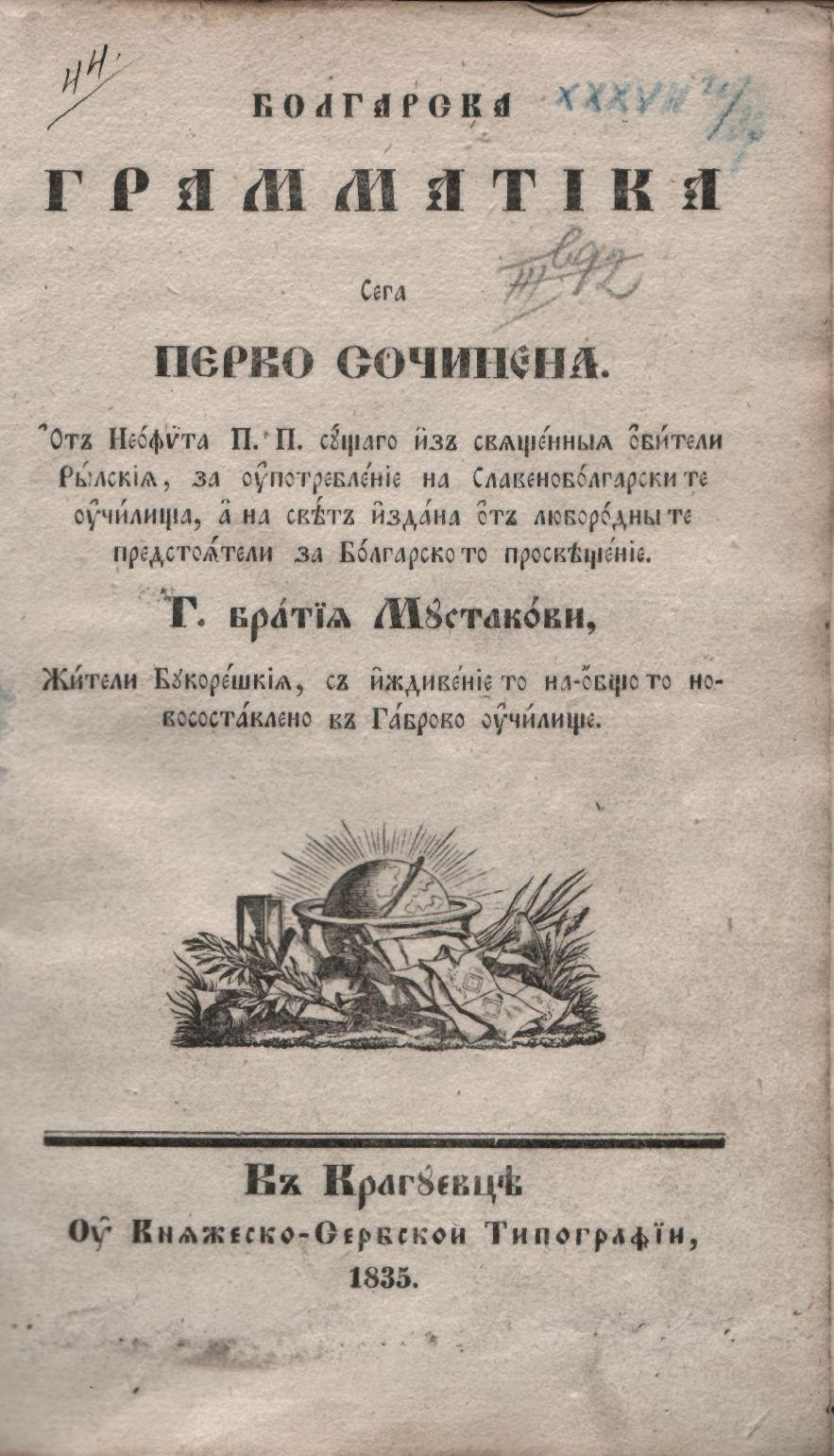
Přebal první knihy o moderní bulharské mluvnici vydaná Neofitem Rilskim v roce 1835.

Východní jihoslovanské jazyky mají řadu charakteristik, které je odlišují od další skupiny jihoslovanských jazyků, západních jihoslovanských. Tuto oblast zahrnuje převážně bulharština a makedonština, podle některých autorů spadá do této oblasti i jihovýchodní dialekt srbštiny, který se jmenuje Prizrensko-jihomoravský. Dialekt Prizrensko-jihomoravský je součástí větší skupiny dialektů tzv. torlačtiny.[zdroj⁠?!] Území je také součástí Balkánského jazykového svazu.[zdroj⁠?!] Jazyky se zde píšou cyrilicí.

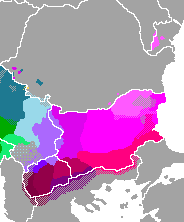
Balkánské slovanské území.
torlačtina
makedonština
severní makedonština
západní makedonština
centrální makedonština
jižní makedonština
východní makedonština
bulharština
západní bulharština
rupská bulharština
balkánská bulharština
moesijská bulharština

### Bulharština[1]
Vývoj mluvnické struktury bulharštiny se přibližně od 12. století začal ubírat odlišným směrem než jakým šel vývoj ostatních slovanských jazyků. Důvodem byly pravděpodobně mnohem intenzivnější kontakty s neslovanskými jazyky (např. řečtina). Ve slovní zásobě se vyskytuje značné množství slov přejatých z turečtiny, řečtiny a lidové (balkánské latiny)
- přízvuk dynamický, volný
- výrazně zmenšená výslovnost nepřízvučných samohlásek
- ztráta infinitivu
- vyjadřování budoucího času pomocí částice šte + indikativ prézentu (oznamovací způsob přítomného času)
- specifický způsob vyjadřování tzv. vyprávěcí způsob

### Makedonština[1]
Spisovná makedonština má velmi podobnou gramatiku jako spisovná bulharština. Řecko považuje jméno tohoto jazyka za neoprávněně užívané, protože jedinou pravou makedonštinou je podle nich řecký dialekt, kterým mluvil starověký vládce Alexandr Veliký. Podle mínění některých bulharských a řeckých lingvistů je makedonština pouze nářečím bulharštiny.
- přízvuk dynamický, stálý
- ztráta hlásky ch
- ztráta infinitivu

### Historie
Bulharština má ze všech slovanských jazyků nejdéle psanou formu. Rozlišujeme starobulharštinu (9. až 11. století), střední bulharštinu (12. až 15. století) a moderní bulharštinu (od 16. století).
Dnešní pravopis se ustálil v 19. století. V období královské Jugoslávie byla makedonština považována za srbský dialekt, podobně jako nebyla uznávána celá makedonská národní identita.
Ke změně došlo až po vytvoření socialistické Jugoslávie a obnově po druhé světové válce.